# Pave Innocens 1.
Innocens 1. var pave fra 401 til 12. marts 417.
Han var ifølge Liber Pontificalis søn af Innocens af Albano, men ifølge den samtidige Hieronymus var faderen pave Anastasius 1. (399-401), som han efterfulgte som pave efter et enstemmigt valg. Han var i så fald født, før den senere pave blev præsteviet. Han voksede op blandt præsteskabet og var diakon for sin pavelige far.
Mens Innocens 1. var pave, blev Rom belejret tre gange af visigoterne under ledelse af Alarik 1. Ifølge en noget tvivlsom anekdote af Zosimus af Konstantinopel gav det anledning til så frygtelige udbrud af pest og sult, at befolkningen skulle have vendt sig mod de gamle hedenske guder. Paven var på rejse til Honorius i Ravenna, da Rom efter den tredje belejring blev plyndret i 410.
Innocens 1. sørgede for at varetage og udvide Roms autoritet. Rom var det sted, hvor alle disputter skulle afgøres, og hans kommunikation med blandt andre Victricius af Rouen, Exuperius af Toulouse, Alexander af Antiochia og andre er bevaret, og brevene viser – sammen med hans håndtering af sagen mellem Johannes Chrysostomos (397-403) og den ortodokse biskop Theophilus af Alexandria – at der var rig lejlighed til at fremme den. 
Han anlagde et beslutsomt synspunkt i den pelagiske kontrovers, hvor han bekræftede de beslutninger, som var taget på synoden for det prokonsulære Afrika, der afholdtes i Karthago i 416, og som var blevet tilsendt ham. Samtidig skrev han et tilsvarende brev til deltagerne i synoden i Mileve i Numidien, iblandt hvilke var Augustin af Hippo, som svar på en henvendelse derfra. 
Blandt Innocens 1.s breve findes et til Hieronymus og et andet til Johannes, biskoppen af Jerusalem, der handler om de ubehageligheder, pelagianerne havde beredt den førstnævnte i Bethlehem.
Han anses i den katolske kirke for at være en bekender på linje med Nazarius, Celsus og pave Viktor 1.